# Palthis insignalis
Palthis insignalis är en fjärilsart som beskrevs av Walker 1858. Palthis insignalis ingår i släktet Palthis och familjen nattflyn. Inga underarter finns listade i Catalogue of Life.